# Ameriformas
Ameriformas es una técnica pictórica vanguardista creada por el artista plástico peruano Oscar Quiñones (1919 - 1987) e inspirada en las formas nativas americanas de culturas precolombinas: Paracas, Moche, Nazca, Chimú, Chavín, Aztecas, Toltecas, Chichimecas, Mayas, Tiahuanacu, es decir, de la búsqueda y encuentro de identidad y unidad americana. 
Formas pétreas inspiradas en petroglifos y pinturas rupestres, también realizados al óleo. Cada cultura precolombina utilizaba colores que las caracterizaban, los mismos son elegidos para cada ameriforma, no arbitrariamente si no guardando una coherencia con el título de la obra.
La obra titulada "Tejido Paracas" es una pintura al óleo sobre lienzo) que presenta formas de Antíguos Mantos indígenas protegidos por vidrio y produciendo un efecto de realidad, pero al aproximarse a la obra reflejan su naturaleza de trabajo hecho exclusivamente al óleo.
- Datos: Q5672540